# Alfred Oswald Kihlman
Alfred Oswald Kairamo (hasta 1906 era Kihlman (4 de octubre de 1858 - 29 de julio de 1938) fue un político, botánico, taxónomo, y micólogo finés.
En 1883, obtuvo el Ph.D., en 1885 profesor asociado y desde 1897 hasta 1903 profesor extraordinario de botánica en la Universidad de Helsinki. Tuvo importante actividad científica en estudios sobre setas: Zur Entwickelungsgeschichte der Ascomyceten (1883), investigaciones biológicas de plantas en Laponia, incluidos en la frontera del bosque, con observaciones fenológicas y en relación con la misma investigación sobre Finlandia.

## Algunas publicaciones

### Libros
- 1883. Beobachtungen Uber Die Periodischen Erscheinungen Des Pflanzenlebens in Finnland (Observaciones acerca de los fenómenos periódicos de la vida vegetal en Finlandia). 97 pp. Reeditó Kessinger Publ. en 2010, 132 pp. ISBN 116032283X

- ---------, albert hjalmar Hjelt, anders thiodolf Saelan. 1889. Herbarium Musei fennici: Plantæ vasculares. 156 pp.

- william Nylander, anders thiodolf Saelan, alfred oswald Kihlman, albert h. Hjelt. 1889. Herbarium Musei Fennici: förteckning öfver Finska Musei Växtsamling, utgifven af Sällskapet, Parte 1. Ed. Societas pro Fauna et Flora Fennica. 156 pp.

- 1890. Pflanzenbiologische studien aus russisch Lappland: ein Beitrag zur Kenntniss der regionalen Gliederung an der polaren Waldgrenze (Estudios de la Biológica de plantas de Laponia rusa: un aporte al conocimiento de la división regional en la línea de árboles polares). Volumen 6, Nº 3 de Acta Societatis pro Fauna et Flora Fennica. Ed. Weilin & Göös. 263 pp. Reeditó en 2010 Nabu Pres, 338 pp. ISBN 1147268800

- 1893. Nattfrosterna i Finland 1892. Ed. Soumen Maantieteellinen Seura. 42 pp.
- ---------, august j. Malmberg. 1894. Yöhallat Suomessa 1894. Ed. Tekijä. 15 pp.

- 1896. Havainnoita Suomen Euphrasia-lajeista: (esitetty seuralle toukok. 2 p. 1896). Volumen 13 de Acta societatis pro fauna et flora Fennica. Ed. OWB. 28 pp.

## Honores

### Eponimia
- (Asteraceae) Hieracium kihlmanii (Norrl.) Üksip[1]

- (Asteraceae) Pilosella kihlmanii Norrl.[2]

- (Droseraceae) Drosera kihlmanii Ikonn.[3]